# Landsarkivet i Visby

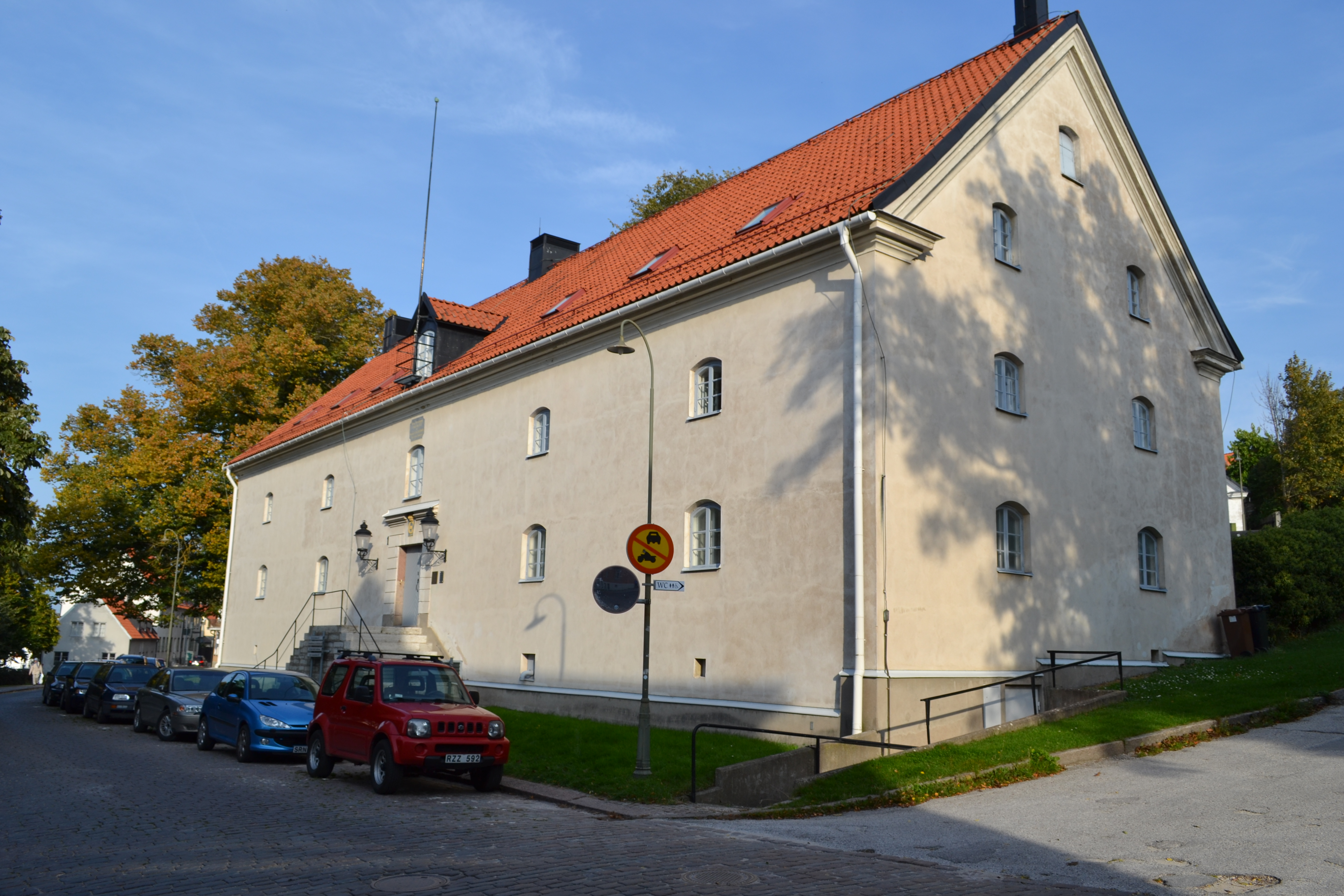
Gamla Landsarkivets hus på Visborgsgatan 1. Landsarkivet återfinns numera på Broväg 27.

Landsarkivet i Visby är ett av sju landsarkiv i Sverige och bevarar information från Gotlands län. Handlingarna omfattar cirka 7000 hyllmeter pappersdokument, kartor och ritningar. Landsarkivet i Visby grundades 1905 och fick förutom ansvaret för den offentliga arkivvården på ön även uppdraget att vara enskilt arkiv för Gotlands län, vilket innebär att Landsarkivet idag bevarar omfattande samlingar från föreningsliv, företag, gårdar och privatpersoner. De kommunala handlingarna överfördes 1978 till det då nybildade Gotlands kommunarkiv. Landsarkivet bevarar en stor samling av fotografiskt material, totalt omkring tio miljoner bilder och negativ, av dessa är en halv miljon glasnegativ. Många fotografier härrör från gotländska porträttfotografers firmor, som N.J.A Lagergren, K.J.A. Gardsten, Hanna (Johanna) och Hilda Johansson, Olivia Wittberg, Johanna Ljungqvist, Märta Berglund m.fl., där så kallade sittningsjournaler gör det möjligt att söka i bildmaterialet. Den gotländska dagspressen som Gotlands Allehanda och Gotlands Tidningar har också levererat sina bildarkiv till Landsarkivet. En särskild samling består av cirka 200 brev i pergament från medeltiden där det äldsta dokumentet är daterat till 24 juni 1402. 
En annan betydande fotografisk samling är Waldemar Falcks bildsamling, som överlämnades till Landsarkivet 1997 och omfattar cirka 15 000 pappersbilder, över 6 100 diabilder samt glasnegativ med motiv från Visby och Gotland från 1940-talet och framåt. Falck, som även arbetade som antikvarie, dokumenterade Visbys förändring under flera decennier och var verksam vid Landsarkivets filial på Hästgatan under 1990-talet.
Den 28 april 2008 gick första flyttlasset från Gamla Landsarkivets hus på Visborgsgatan 1 till Arkivcentrum Gotland, Broväg 27 där även Regionarkivet på Gotland, dvs det kommunala och landstingskommunala arkivet numera återfinns. Arkivcentrum Gotland är idag en välbesökt institution där Landsarkivet och Regionarkivet delar publika utrymmen och tillsammans erbjuder en omfattande publik verksamhet.